# Horné Orešany
Horné Orešany (deutsch Deutschnußdorf oder Obernußdorf, ungarisch Felsődiós) ist eine Gemeinde im Westen der Slowakei, mit 1919 Einwohnern (Stand 31. Dezember 2024). Sie gehört zum Okres Trnava, einem Unterteil des Trnavský kraj.

## Geographie

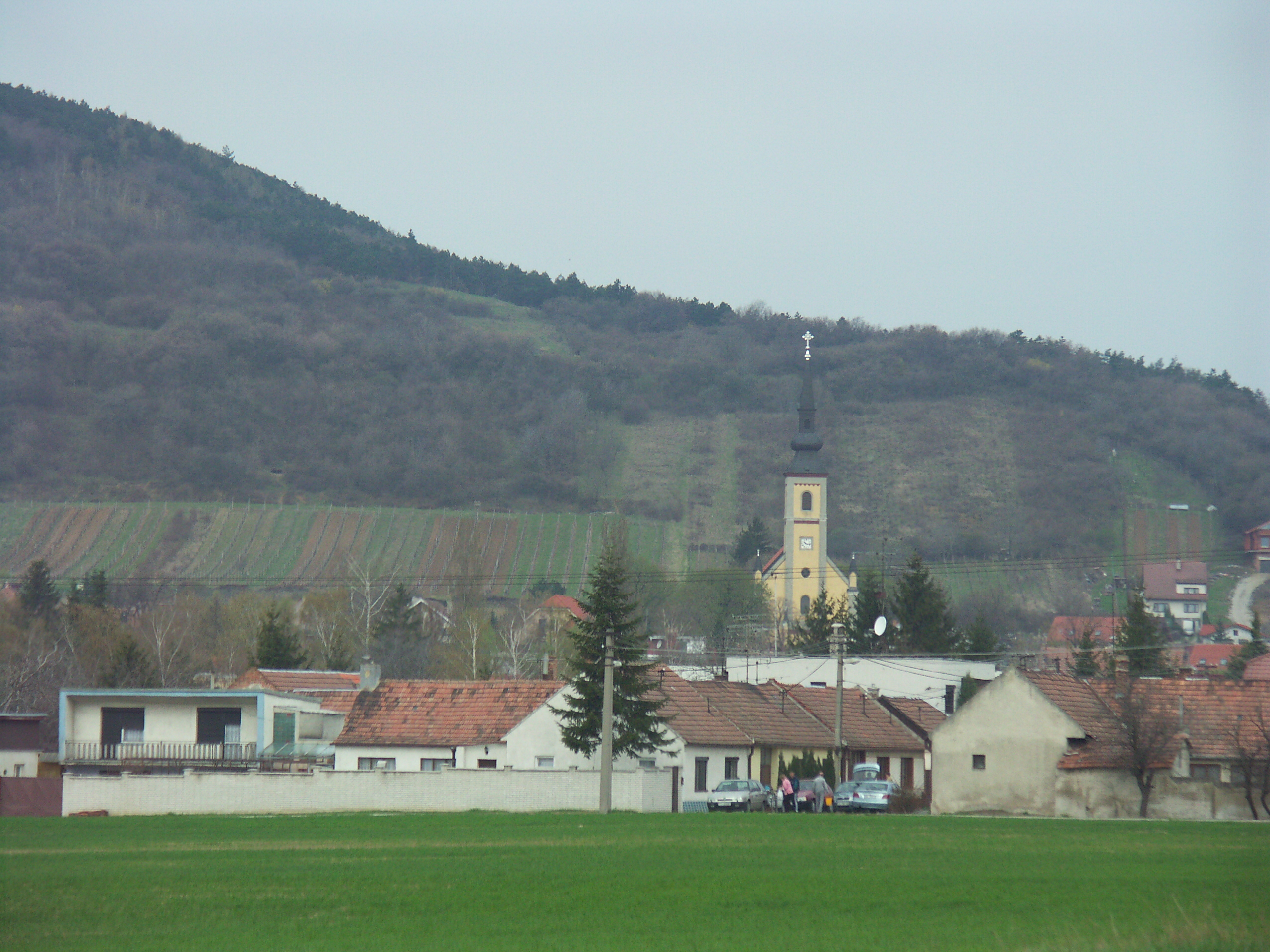
Horné Orešany, im Hintergrund die Kleinen Karpaten

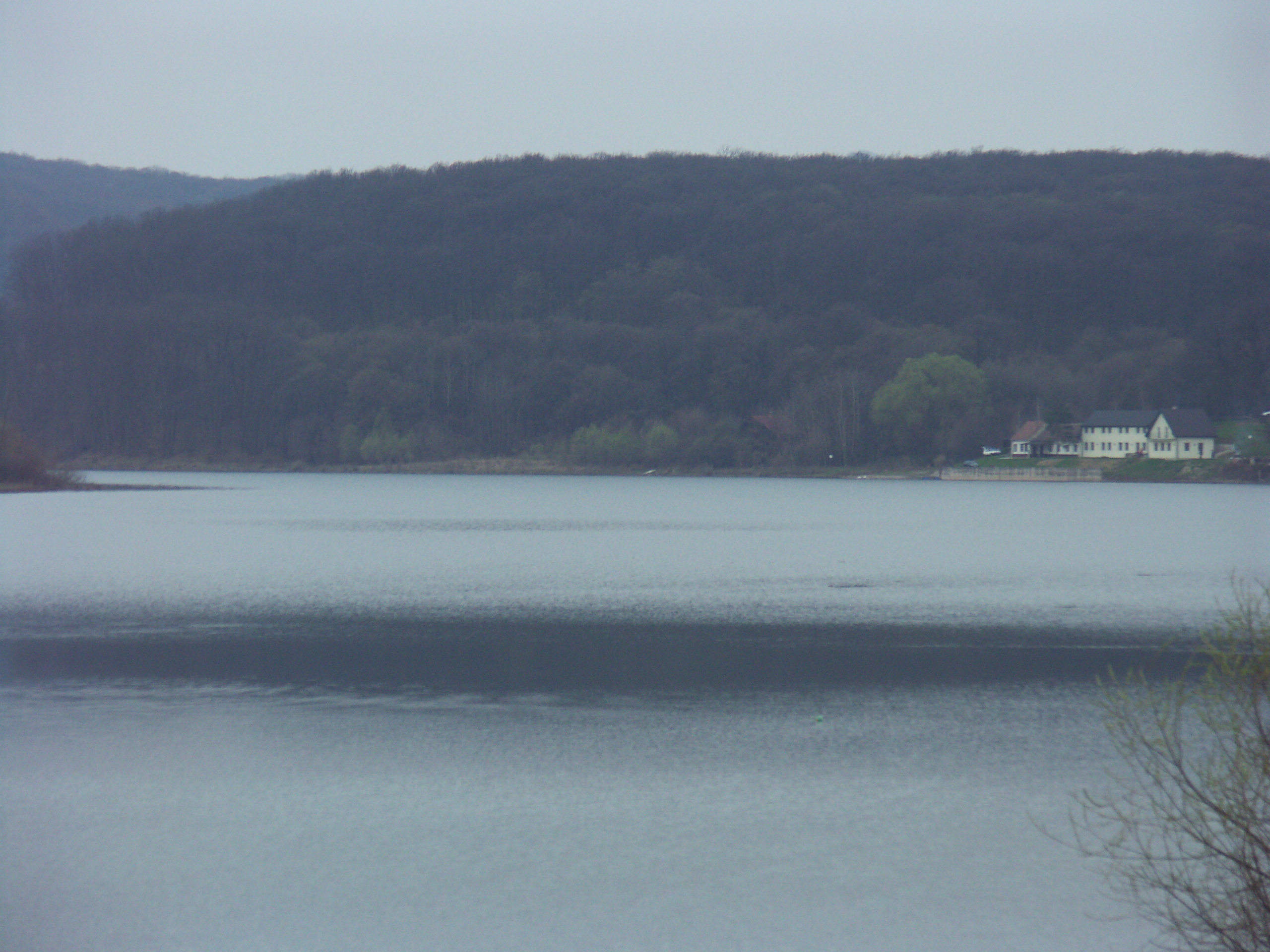
Stausee Horné Orešany

Die Gemeinde liegt im Hügelland Trnavská pahorkatina (Teil des Donauhügellands) unterhalb der Kleinen Karpaten westlich des Ortes, am Flüsschen Parná, das oberhalb der Gemeinde im Stausee Horné Orešany verstaut ist. Das Ortszentrum liegt auf einer Höhe von 200 m n.m. und der höchste Punkt ist der Berg Suchý vrch mit 535 m n.m. Die Stadt Trnava liegt 16 Kilometer südöstlich und die Hauptstadt Bratislava 48 Kilometer südwestlich von Horné Orešany.

## Geschichte
Der Ort wurde zum ersten Mal 1296 als Dious schriftlich erwähnt und entstand am Rande eines Gebirgspasses durch die Kleinen Karpaten, durch dessen die sogenannte „Böhmische Straße“ verlief. Im 14. Jahrhundert wurden hier deutsche Siedler aus Lothringen und Rheinland angesiedelt; aus dieser Zeit stammen auch die Weinberge der Gemeinde. Nach dieser Tatsache hieß der Ort im 14. und 15. Jahrhundert auf Lateinisch villa Nucum theutonicalis und gehörte zum Herrschaftsgut der nahen Burg Smolenitz.
1547 ließen sich hier die Anabaptisten nieder, die hier einen Habaner Hof gründeten, der durch Töpferei bekannt war. 1582 erhielt Deutschnußdorf vom König Rudolf II. das Marktrecht und wurde somit zum Marktflecken. 1828 sind 189 Häuser und 1306 Einwohner verzeichnet. 1872 errichtete das Geschlecht Pálffy ein Lack- und Farbwerk, den Vorgänger des heutigen Unternehmens Chemolak. Dennoch bleibt Horné Orešany immer noch eine landwirtschaftliche Gemeinde, mit einem bedeutenden Anteil von Weinbau.

## Bevölkerung
| Jahr                | 1994 | 2004    | 2014    | 2024    |
| ------------------- | ---- | ------- | ------- | ------- |
| Anzahl der Personen | 1840 | 1851    | 1910    | 1919    |
| Unterschied         |      | +0,59 % | +3,18 % | +0,47 % |

| Jahr                | 2023 | 2024    |
| ------------------- | ---- | ------- |
| Anzahl der Personen | 1948 | 1919    |
| Unterschied         |      | −1,48 % |

## Sehenswürdigkeiten
- römisch-katholische spätbarocke Kirche aus den Jahren 1758–64, der Turm stammt erst aus dem Jahr 1859.

## Persönlichkeiten
Söhne und Töchter der Gemeinde:
- František Zaťko (1896–1984), SDB, katholischer Priester, Jugendseelsorger, und Missionar (Vereinigte Staaten).[4]